# Bill Edebohls
William Ernest Edebohls é um proeminente ex-padre anglicano na Austrália que posteriormente tornou-se católico romano.

## Biografia
Ordenado como sacerdote anglicano em Ballarat em 1979, Edebohls foi Reitor da Catedral de Ballarat de 1987 a 1998 e arquidiácono da Itália e Malta. Apesar de contrário à Igreja Anglicana em temas como ordenação de mulheres e de homossexuais, ele afirma não ter deixado o anglicanismo e se convertido à Igreja Católica por essas questões, reconhecendo "uma dívida imensa com a Igreja Anglicana", mas destacando "uma jornada privada e interior de fé que me levou à unidade com o Bispo de Roma e a Igreja Católica". Em 2001, Bill e sua esposa Robyn foram recebidos na Igreja Católica.
Mesmo sendo casado e com filhos, ele foi isento do celibato e ordenado padre católico em novembro de 2003, na Catedral de São Patrício, em Melbourne. Ele se tornou padre assistente na Igreja Católica de São Pedro, no subúrbio de Keilor East. Tornou-se o primeiro padre casado da Arquidiocese de Melbourne a administrar uma paróquia, em 2005, como padre encarregado da igreja de São Pio X em Heidelberg West, além de permanecer como capelão de hospital.

Padre Bill é pároco da Paróquia Maria Mãe da Igreja de Ivanhoe, subúrbio de Melbourne, desde 2016. Em 2016, Edebohls, enquanto pároco da Escola Primária St. Mary, foi criticado pelos pais ao comparar padres pedófilos a mulheres adúlteras em um boletim escolar, além de afirmar que os advogados e a mídia não demonstravam misericórdia suficiente durante a Comissão Real sobre Respostas Institucionais ao Abuso Sexual Infantil.